# Inga chiapensis
Inga chiapensis là một loài rau đậu thuộc họ Fabaceae. Loài này chỉ có ở México.